# 杜契
杜 契（と けい、生没年不詳）は、中国後漢末期から三国時代の呉の道士。字は広平。雍州京兆郡杜陵県の人。『三国志』には記述は無い。

## 生涯
杜契は建安の初年、江南に渡来し、孫策を頼って会稽に入り、常に彼につき従った。その後、孫権の元で立信校尉となった。
黄武2年（223年）、この頃から次第に仙道を学び、介琰に出合って玄白の術（玄白法）を授けられ、大茅山の東側に隠れ住んだ。
玄白を守る者は健を隠すことができるが、またしばしば姿を現して、このあたりの町中に出て来ることもある。杜契・徐宗度・晏賢生のあわせて三人はそろって茅山中におり、時おり洞天内に入って来ることができる。あるいは自ら草を摘み木を伐って村里で衣服や食糧と交易することもあるのだが､どの人も彼らが仙人だと気づかないという。
杜契の弟子は2人おり、孫寒華と陳世京である。彼らすべて数百歳生きたという。